# Go Your Own Way
"Go Your Own Way" là ca khúc của ban nhạc Fleetwood Mac, nằm trong album phòng thu thứ 11 của họ, Rumours (1976). Ca khúc sau đó trở thành đĩa đơn đầu tiên của album, được phát hành vào tháng 1 năm 1977.

## Thành phần tham gia sản xuất
- Lindsey Buckingham – guitar, hát nền.
- Mick Fleetwood – trống, maracas, chũm chọe.
- Christine McVie – Hammond organ, hát nền.
- John McVie – bass.
- Stevie Nicks – hát nền.